# 臺灣歷史畫帖
《臺灣歷史畫帖》一共收錄了由小早川篤四郎考證並繪製的22幅臺灣歷史畫作，內容涵蓋自荷治時期以降之臺灣重要歷史事件，於1939年出版。1935年，小早川受臺灣總督府委託繪製臺灣歷史畫，用以慶祝始政四十週年紀念並宣揚臺灣歷史與文化特色。臺灣歷史畫陳列於臺灣歷史館中，展期於該年10月10日至12月5日，為期3個月。1937年，臺南市役所將這批畫作移至新成立的臺南市歷史館，並於1939年出版成書。